# 高韵笙
高韵笙（1929年—2023年1月8日），又名高韵升、高永升、高永麟，男，祖籍山西榆次，生于北京，中国京剧表演艺术家、戏曲教育家，宁夏京剧团演员。曾任宁夏京剧团艺术委员会主任。

## 家庭
父亲高庆奎。哥哥高盛麟。